# Бельково (Раменский район)
Белько́во — деревня в Раменском муниципальном районе Московской области. Входит в состав сельского поселения Рыболовское. Население — 24 чел. (2010).

## Название
Название связано с некалендарным личным именем Белко.

## География
Деревня Бельково расположена в южной части Раменского района, примерно в 24 км к юго-востоку от города Раменское. Высота над уровнем моря 116 м. В 1,5 км к востоку от деревни протекает река Москва. Ближайший населённый пункт — село Михеево.

## История
В 1926 году деревня являлась центром Бельковского сельсовета Ульяновской волости Бронницкого уезда Московской губернии.
С 1929 года — населённый пункт в составе Ашитковского района Коломенского округа Московской области. В 1930 году деревня передана в Бронницкий район. 3 июня 1959 года Бронницкий район был упразднён, деревня передана в Люберецкий район. С 1960 года в составе Раменского района.
До муниципальной реформы 2006 года деревня входила в состав Рыболовского сельского округа Раменского района.

## Население
| 1926 | 2002 | 2010 |
| ---- | ---- | ---- |
| 451  | ↘36  | ↘24  |

В 1926 году в деревне проживало 451 человек (209 мужчин, 242 женщины), насчитывалось 90 крестьянских хозяйства. По переписи 2002 года — 36 человек (12 мужчин, 24 женщины).